# 在日ドミニカ共和国人
在日ドミニカ共和国人（ざいにちドミニカきょうわこくじん）は、日本に一定期間在住するドミニカ共和国国籍の人々である。

## 統計
日本の法務省の在留外国人統計によると、2023年12月末時点で在日ドミニカ共和国人は689人である。
在留資格別（3位まで）
| 順位 | 在留資格                 | 人数 |
| ---- | ------------------------ | ---- |
| 1    | 永住者                   | 211  |
| 2    | 定住者                   | 122  |
| 3    | 技術・人文知識・国際業務 | 87   |

都道府県別（3位まで）
| 順位 | 都道府県 | 人数 |
| ---- | -------- | ---- |
| 1    | 神奈川   | 186  |
| 2    | 東京     | 51   |
| 3    | 京都     | 51   |

## 著名人

### プロ野球選手
- サムエル・アダメス
- ソイロ・アルモンテ
- ファビオ・カスティーヨ
- マウロ・ゴメス
- ラファエル・ドリス
- ルイス・ヒメネス
- ドミンゴ・マルティネス
- ホルヘ・マルティネス
- クリストファー・クリソストモ・メルセデス
- ジョエリー・ロドリゲス
- ブライアン・ロドリゲス
- エニー・ロメロ
- グレゴリー・ポランコ